# Tom Kane
 (mars 2020).
Si vous disposez d'ouvrages ou d'articles de référence ou si vous connaissez des sites web de qualité traitant du thème abordé ici, merci de compléter l'article en donnant les références utiles à sa vérifiabilité et en les liant à la section « Notes et références ».
Tom Kane est un acteur américain de cinéma et télévision né le 15 avril 1962.
Il est surtout connu pour avoir prêté sa voix à de nombreux personnages de dessins animés.
À la suite d'un accident vasculaire cérébral survenu fin 2020, sa fille annonce en septembre 2021 qu'il prend sa retraite. 

## Biographie

### Star Wars
Il est la voix de nombreux personnages de la franchise Star Wars. Il prête notamment sa voix à Yoda dans la série Star Wars: The Clone Wars (2008-2020), remplaçant ainsi Frank Oz, son interprète dans les films. Il est également la voix de Maître Vandar Tokar dans les jeux Star Wars: Knights of the Old Republic (2003) et Star Wars: Knights of the Old Republic 2 - The Sith Lords (2005).
À la suite de la mort d'Erik Bauersfeld survenue en 2016, il prête sa voix à l'Amiral Ackbar dans le film Star Wars, épisode VIII : Les Derniers Jedi (2017),.

## Filmographie

### Cinéma
- 1995 : Wish Me Luck : Slag
- 1998 : Halloween, 20 ans après Dr. Samuel 'Sam' Loomis (voix)
- 2000 : Dracula 2001 : Présentateur
- 2002 : Les Supers Nanas, le film : Professeur Utonium
- 2002 : La Famille Delajungle, le film : Darwin
- 2003 : Les Razmoket rencontrent les Delajungle : Darwin
- 2007 : Shrek le troisième : Garde 1
- 2008 : Star Wars: The Clone Wars : Maître Yoda / Le narrateur / Amiral Yularen
- 2009 : Numéro 9 : Le Dictateur

### Télévision
- 1992 : Madame est servie : Annonceur
- 1995-1996 : Iron Man : H.O.M.E.R. / Century / Stingray
- 1996 : Fantôme 2040 : Mr. Hand / Vagrant / GP Biot
- 1996 : Wing Commander Academy
- 1996-1997 : L'Incroyable Hulk : Simitar / H.O.M.E.R.
- 1997 : Duckman: Private Dick/Family Man : Gene Vuuck / Bill Clinton
- 1997 : Spider-Man, l'homme-araignée : Dr. Doom
- 1997-1998 : Les Castors allumés : Oxnard Montalvo / Jack Stagger
- 1997-1998 : Nom de code : TKR : Dante
- 1997-2001 : Johnny Bravo : Voix additionnelles
- 1998-2004 : La Famille Delajungle : Darwin
- 1998-2005 : Les Supers Nanas  : Professeur Utonium / Lui
- 1999 : Xyber 9: New Dawn
- 1999 : Infinity's Child (vidéo) : Phleig Narrator
- 2000 : Prophecy 3 (vidéo) : Angel
- 2000 : Buzz l'Éclair : Soldat
- 2001 : Scooby-Doo et la Cybertraque (vidéo) : Professeur Robert Kaufman
- 2001 : Heavy Gear: The Animated Series : Greco
- 2001 : The Wild Thornberrys: The Origin of Donnie : Darwin
- 2002 : Totally Spies! : C.H.A.D. / Helmut
- 2002-2007 : Kim Possible : Monkey Fist
- 2003 : Nom de code : Kids Next Door : Simon
- 2003 : Dracula II: Ascension (vidéo) : Docteur
- 2003-2005 : Star Wars: Clone Wars : Yoda
- 2003-2005 : Duck Dodgers : Walter Carbonite
- 2003 : The Powerpuff Girls: 'Twas the Fight Before Christmas (vidéo) : Professeur Utonium
- 2003 : Sing Along Songs: Brother Bear - On My Way (vidéo)
- 2003 : Kim Possible : La Clé du temps : Monkey fist / Agent immobilier
- 2004-2005 : Billy et Mandy, aventuriers de l'au-delà (Grim & Evil) : Professeur Utonium
- 2004-2009 : Foster, la maison des amis imaginaires : Mr. Herriman
- 2004 : Michat-Michien : Evil Eric
- 2005 : Teen Titans : Les Jeunes Titans : Bob
- 2005 : Avatar, le dernier maître de l'air : Voix additionnelles
- 2005 : A Distant Thunder : Homme à la radio
- 2005 : Jimmy Neutron : Dean Cain
- 2005 : Dracula III: Legacy : Présentateur
- 2005 : Power Rangers : Super Police Delta : Un monstre
- 2005 : USPS Operation Santa (en) : Narrateur
- 2005-2006 : The X's : Lozenzo Suave
- 2006 : Four Eyes! : Payne
- 2006 : Ben 10 : Ultimos / Voix additionnelles
- 2007 : Robot Chicken: Star Wars : C-3PO
- 2008-2009 : Wolverine et les X-Men : Erik Lehnsherr / Magneto / Professeur Thorton
- 2008 : La Ferme en folie : Le père
- 2008 : Next Avengers: Heroes of Tomorrow : Iron Man / Tony Stark / Ultron
- 2008 : Robot Chicken: Star Wars Episode II : Yoda
- 2008 : Foster's Home for Imaginary Friends: Destination Imagination : Mr. Herriman
- 2008 : The Powerpuff Girls Rule!!! : Professor Utonium
- 2008-2014, 2020 : Star Wars: The Clone Wars  : narrateur, Yoda, amiral Yularen
- 2009 : Hulk Vs (vidéo) : Le professeur
- 2009 : Important Things with Demetri Martin : Annonceur
- 2009 : The Old Man and the Seymour : Narrateur
- 2017 : Star Wars Rebels : colonel Yularen
- 2017-2018 : Star Wars : Forces du destin : Yoda
- 2021 : Star Wars: The Bad Batch : narrateur

### Jeux vidéo
- Bilbo le Hobbit : Narrateur
- Call of Duty: World at War : Takeo Masaki
- Cartoon Network Racing : Professeur Utonium
- Escape from Monkey Island : Bagel the LUA Bar Patron / Heckler / Pegnose Pete
- Fracture
- FusionFall : Professeur Utonium
- Final Fantasy XII  Marquis Halim Ondore IV
- Gabriel Knight : Énigme en pays cathare : Mallory / Jesus
- Grim Fandango : Raoul / Gate Keeper
- Ground Control: Dark Conspiracy : Cardinal Galen Yi / Units #13
- Interstate '76 : Skeeter
- Interstate '76 Arsenal : Skeeter
- Interstate '76 Nitro Pack : Skeeter / Natty Dread
- Kim Possible: Revenge of Monkey Fist : Monkey Fist
- Lego Star Wars 2 : La Trilogie originale
- Le Seigneur des anneaux : La Communauté de l'anneau : Gandalf
- Les Razmoket rencontrent les Delajungle : Darwin
- Marvel: Ultimate Alliance : Grey Gargoyle / Kurse / Professeur X
- Mercenaries: Playground of Destruction : Voix additionnelles
- Might and Magic: World of Xeen
- Nicktoons Racing : Darwin
- Pitfall 3D: Beyond the Jungle : Arcam / Scourge
- Powerpuff Girls: Mojo's Pet Project : Professeur Utonium
- Return to Krondor
- RTX Red Rock : M.E.L.
- Shadow of Rome : Narrateur
- SoulCalibur IV : Maître Yoda
- Star Wars: Empire at War - Forces of Corruption : Voix additionnelles
- Star Wars: Battlefront : Amiral Ackbar / Maître Yoda
- Star Wars: Battlefront 2 : Maître Yoda / Officier impérial
- Star Wars: Bounty Hunter : M.C Droid / Civil #2 / Longo Two-Guns
- Star Wars: Demolition : Boba Fett / Bib Fortuna / Général Otto
- Star Trek: Elite Force II : Voix additionnelles
- Star Wars: Empire at War : C-3PO
- Star Wars, épisode I - Jedi Power Battles : Maître Yoda
- Star Wars, épisode I : La Menace fantôme : C-3PO
- Star Wars Episode I: Racer : Elan Mark / Slide Paramita
- Star Wars, épisode III : La Revanche des Sith : Maître Yoda / Cin Drallig
- Star Wars: Force Commander : AT-AT Driver / ATC-Airfield / ATC-Star Destroyer
- Star Wars: Galactic Battlegrounds : Boba Fett / C-3PO
- Star Wars: Jedi Knight - Jedi Academy : Boba Fett
- Star Wars Jedi Knight 2: Jedi Outcast : Reborn Jedi 2 / Rodian 1 / Shadow Trooper 1
- Star Wars: Jedi Starfighter : Maître Yoda / Capitaine Juno
- Star Wars: Knights of the Old Republic : Maître Vandar Tokare / Uthar Wynn
- Star Wars: Knights of the Old Republic 2 - The Sith Lords : Maître Vandar Tokare
- Star Wars : Le Pouvoir de la Force : Capitaine Ozzik Sturn / Kento Marek / Lobot
- Star Wars: Republic Commando : Maître Yoda / Capitaine Talbot
- Star Wars: Rogue Squadron 2 - Rogue Leader : Crix Madine / Pilot 2 impérial / Transport Capitaine 3
- Star Wars: Rogue Squadron 3 - Rebel Strike : C-3PO / Crix Madine / Pilote impérial 2
- Star Wars: Shadows of the Empire : Leebo
- Star Wars: Starfighter : Mercenaire
- Star Wars: Super Bombad Racing ... Maître Yoda / Chancelier Valorum
- Star Wars: The Clone Wars : Maître Yoda
- Star Wars: The Clone Wars : Maître Yoda / Narrateur
- Star Wars: X-Wing Alliance : Cmdr. Beckman / Golav Nakhym / Nien Nunb
- Star Wars: X-Wing vs. TIE Fighter
- The Curse of Monkey Island : Capitaine Rottingham / The Flying Welshman
- The Dark Eye : Le narrateur
- The Powerpuff Girls: Chemical X-traction : Professeur Utonium
- The PowerPuff Girls: Relish Rampage : Professeur Utonium
- Wanted : Les Armes du destin : Sloan
- X-Men Legends : Chuck Simms / Voix additionnelles
- 2009 : Batman: Arkham Asylum : le directeur Quincy Sharp et le commissaire James Gordon
- 2011 : Batman: Arkham City : le maire Quincy Sharp
- 2013 : Batman: Arkham Origins : Quincy Sharp